# Gotokoneko

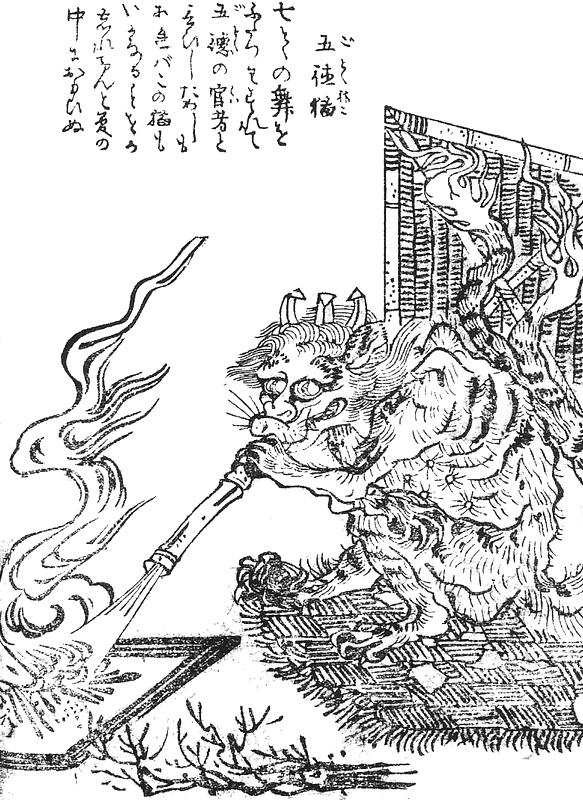

La Gotoku-neko (五徳猫, gato del trébede) es un monstruo mítologia con el grupo del Yōkai procedente del folklore de Japón. Otro nombre es Aka-neko (赤猫; „gato roja“). El ser es considerado una variante del Bakeneko y el Nekomata.

## Descripción
La Gotoku-neko se la describe como una gata extraordinariamente grande con pelaje rojo y doble cola. Ella usa un posavasos de hierro como un casco en su cabeza. La Gotoku-neko surge de un gato doméstico ordinario cuando tenga más de 100 años. Ahora importa si la trataron con amor o muy mal: si fue amada y mimada, entonces guarda el hogar y mantiene la casa caliente. Sin embargo, si fue abusada, entonces ella prenderá fuego a la casa con una cerbatana mágica llamada Hifukidake (火吹き竹; „bambú de viento de fuego“).

## Fondo de la leyenda
En Japón, la palabra Gotoku (五徳) significa "trébede" o "quemador de incienso". El nombre Aka-neko (赤猫) es un seudónimo de un pirómano. En el antiguo Japón, las casas, los templos y los santuarios se construían con madera y bambú. A los gatos con colas largas no se les permitía sentarse demasiado cerca de la chimenea, porque sus colas se pueden incendiar. Un incendio podría ser un desastre para toda la ciudad. El incendio intencionado se castigaba con la muerte en Japón.